# Stanisław Jedynak
Stanisław Jedynak (ur. 12 kwietnia 1939 w Charsznicy koło Miechowa, zm. 20 lipca 2015) – polski filozof i etyk, profesor nauk humanistycznych, nauczyciel akademicki Uniwersytetu Marii Curie-Skłodowskiej w Lublinie, specjalności: etyka, filozofia społeczna, historia myśli społecznej.

## Życiorys
W 1963 ukończył studia filozoficzne na Uniwersytecie Warszawskim. W 1968 na podstawie rozprawy pt. Spór o naturalizm w metaetyce (promotor: Marek Fritzhand, recenzenci: Ija Lazari-Pawłowska, Henryk Jankowski) otrzymał w Uniwersytecie Warszawskim stopień naukowy doktora. W 1978 na podstawie dorobku naukowego i rozprawy pt. Etyka polska w latach 1863–1919 uzyskał w UMCS stopień doktora habilitowanego. 15 grudnia 1988 nadano mu tytuł naukowy profesora.
Został kierownikiem Zakładu Myśli Społecznej na Wydziale Filozofii i Socjologii UMCS (1979–2009). Na tym wydziale pełnił funkcję prodziekana (1993–1995), dziekana (1995–1996) i dyrektora Instytutu Filozofii (1997–2009).
Zasiadał w Komitecie Nauk Filozoficznych Polskiej Akademii Nauk.
Został odznaczony Krzyżem Kawalerskim Orderu Odrodzenia Polski i Medalem Złotym za Długoletnia Służbę.
Zmarł 20 lipca 2015. Został pochowany 29 lipca 2015 na Cmentarzu przy ul. Lipowej w Lublinie.